# Cube (algèbre)
Pour les articles homonymes, voir Cube (homonymie).
En algèbre, un cube est la puissance troisième d'un nombre. C'est-à-dire que le cube d'un nombre correspond à la valeur obtenue en multipliant ce nombre par lui-même, puis en multipliant le résultat par le nombre initial.
Exemples :
{\displaystyle 2^{3}=2\times 2\times 2=8} ;
{\displaystyle (-5)^{3}=-5\times (-5)\times (-5)=-125} ;
{\displaystyle 1^{3}=1\times 1\times 1=1} ;
{\displaystyle 10^{3}=10\times 10\times 10=1\,000}.
Le terme de cube s'est imposé à une époque où la logique de l'algèbre géométrique était omniprésente. Un nombre était toujours positif et correspondait à la longueur d'un segment. Le cube de ce nombre était vu comme le volume d'un cube de côté la longueur initiale.
De manière plus générale, tout être mathématique sur lequel il existe une multiplication possède un cube. Ainsi, on parle de cube d'une matrice carrée ou encore d'une fonction.
Exemples :
{\displaystyle \mathrm {M} ={\begin{pmatrix}a&b\\c&d\end{pmatrix}}{\text{ ; }}\mathrm {M} ^{3}=\mathrm {M} \times \mathrm {M} \times \mathrm {M} ={\begin{pmatrix}a^{3}+2abc+bcd&a^{2}b+abd+b^{2}d+bd^{2}\\a^{2}c+adc+bc^{2}+cd^{2}&abc+2bcd+d^{3}\end{pmatrix}}} ;
{\displaystyle \sin ^{3}(\pi /4)=(\sin(\pi /4))^{3}={\frac {1}{2{\sqrt {2}}}}} ;
{\displaystyle {\begin{array}{r l}f:&\mathbb {R} \to \mathbb {R} \\&x\mapsto ax+b\end{array}}{\text{ ; }}{\begin{array}{r l}f^{3}:&\mathbb {R} \to \mathbb {R} \\&x\mapsto a^{3}x^{3}+3a^{2}bx^{2}+3ab^{2}x+b^{3}\end{array}}}.

Graphe de la fonction y = x³.

La fonction cube désigne celle qui, à un nombre réel donné associe son cube. Cette fonction est impaire, c'est-à-dire que les images d'une valeur et de son opposé sont encore opposées. Les cubes de 4 et de -4 sont respectivement égaux à 64 et -64. Le cube d'un nombre réel positif (resp. négatif) est un nombre positif (resp. négatif) et, comme les nombres entiers ou rationnels sont aussi des nombres réels, cette propriété est encore vérifiée.
Notons que pour un réel strictement positif ({\displaystyle x>0}), on a :
{\displaystyle x^{3}=\exp(3\ln x)}.
La fonction réciproque de la fonction cube est la fonction racine cubique.

## Définition
Soient {\displaystyle \left(\mathrm {M} ,\times \right)} un magma dont la loi de composition interne est associative et notée multiplicativement, et {\displaystyle a} un élément quelconque de {\displaystyle \mathrm {M} }. On appelle « cube de {\displaystyle a} » et on note {\displaystyle a^{3}}, l'élément de {\displaystyle \mathrm {M} } égal à {\displaystyle a\times a\times a}. Autrement dit,
{\displaystyle a^{3}=a\times a\times a}.

## Représentation informatique
En Unicode, le caractère est :
- U+00B3 ³ exposant trois (HTML : &#179; &sup3;)

Dans les langages de programmation, l'élévation au cube d'une variable x est en général représentée par les caractères x^3, parfois par x**3. 
Dans Matlab et Scilab, pour une matrice M, l'opérateur M^3 correspond à la puissance matricielle ; si l'on veut élever chaque élément d'une matrice au cube, il faut utiliser l'opérateur M.^3. À l'inverse, dans Maxima, les opérations M^3 et M**3 élèvent chaque élément d'une matrice au cube ; le cube de la matrice est obtenu par M^^3.